# Eupterote asemos
Eupterote asemos är en fjärilsart som beskrevs av Felix Bryk 1950. Eupterote asemos ingår i släktet Eupterote och familjen Eupterotidae. Inga underarter finns listade i Catalogue of Life.